# 한백륜 묘역
한백륜 묘역(韓伯倫 墓域)은 인천광역시 서구 마전동에 있는, 한백륜(韓伯倫, 1427∼1474)의 묘역이다. 2004년 4월 6일 인천광역시의 기념물 제54호로 지정되었다.

## 개요
한백륜(韓伯倫, 1427∼1474)의 자는 자후(子厚), 호는 의암(毅菴)이며 본관은 청주(淸州)로 諡(시)는 襄惠(양혜)이며 淸州韓씨(청주한씨) 襄惠公派(양혜공파) 中始祖(중시조)이다. 1446년 음서로 관직에 나아간 후 장사랑, 소격전직장, 경복궁사연 등의 관직을 거쳤다. 1444년(세종 26) 식년문과에 급제, 내시별감(內侍別監)에 속해 있었다. 1462년 그의 딸이 동궁에 들어가면서 의흥위부사, 의빈부도사를 거쳐 공조정랑에 제수되었고 1468년 예종이 즉위하자 딸이 왕후(안순왕후)가 되자 국구(國舅)로서 보국숭록대부 청천군 겸 오위도총부도총관에 봉해졌으며 남이의 역모를 평정하는데 공을 세워 추충익대공신이 되었다. 성종이 즉위하자 우의정형경연사감춘추관사 청천부원군에 봉해졌으며 1471년에는 순성명량경제좌리공신이 되었다.
묘 진입로에 신도비가 세워져 있고 묘역에는 일반 문묘보다 규모가 큰 봉분과 묘비, 장명등, 문인석이 배치되어 있고, 특히 1981년 묘역 정비시 상석 밑에 백지로 된 5매의 묘지(墓誌)가 발굴되었다.

## 같이 보기
- 한백륜

## 참고 문헌
- 한백륜 묘역 - 국가유산청 국가유산포털